# 제라르 드파르디외
제라르 드파르디외(프랑스어: Gérard Xavier Marcel Depardieu, 1948년 12월 27일 ~ )는 프랑스 출신의 배우, 영화 제작자, 기업가이다. 레지옹 도뇌르 훈장을 수여받았으며, 칸 영화제 남우주연상, 베니스 영화제 남우주연상, 세자르상 남우주연상, 골든 글로브상 남우주연상 등을 수상했다.

## 사생활
2012년 러시아에 법적인 거주지를 등록하면서, 프랑수아 올랑드 정권의 부유층 증세에 반발하고 조세를 회피하려 한다는 의혹을 받았다. 결국, 2013년 1월 3일, 블라디미르 푸틴으로부터 러시아 국적을 취득하여 이것이 기정사실화되자, 상당한 비난에 시달렸다.
2018년 20대 여자 배우를 성폭행한 혐의로 피소됐다. 8월 30일 CNN 등에 따르면 프랑스 검찰은 지난 27일 배우이자 작가인 A(22) 씨가 드파르디외를 성폭행 혐의로 고소해 수사에 착수했다고 밝혔다. A 씨는 드파르디외가 이달 중 파리에 있는 그의 주거지 중 한 곳에서 자신을 성폭행했다고 주장하는 것으로 알려졌다.

## 출연 작품

### 영화
- Le Viager (1972)
- 암살자 (1972)
- 암흑가의 두 사람 (1974)
- 스타비스키 (1974)
- Les Gaspards (1974)
- 고환 (1974)
- 뱅상, 프랑수아, 폴 (1974, Vincent, François, Paul… et les autres)
- 죽음의 사중주 (1975, Sept morts sur ordonnance)
- 1900년 (1976)
- 바로코 (1976)
- 더 라스트 우먼 (1976)
- 애욕 (1976, Je t'aime moi non plus)
- 도둑과 경관 (1976)
- 그에게 사랑한다고 전해주세요 (1977, Dites-lui que je l'aime)
- 바이 바이 몽키 (1978)
- 왼손잡이 여인 (1978, Die linkshändige Frau)
- 손수건을 꺼내라 (1978)
- 차가운 찬장 (1979)
- 룰루 (1980)
- 마지막 지하철 (1980)
- Inspecteur la Bavure (1980)
- 내 미국 삼촌 (1980)
- 염소 (1981)
- 이웃집 여인 (1981)
- 마틴 기어의 귀향 (1982)
- 당통 (1983)
- 더 콤대즈 (1983)
- 달빛 그림자 (1983, La Lune dans le caniveau)
- 사강의 요새 (1984)
- 폴리스 (1985)
- 은행털이와 아빠와 나 (1986)
- 이브닝 드레스 (1986, Tenue de soirée)
- 마농의 샘 (1986)
- 사탄의 태양 아래 (1987)
- 까미유 끌로델 (1988)
- 내겐 너무 이쁜 당신 (1989)
- Uranus (1990)
- 그린 카드 (1990)
- 시라노 (1990)
- 아버지는 나의 영웅 (1991)
  - 아빠는 나의 영웅 (1994)
- 세상의 모든 아침 (1991)
- 1492 콜럼버스 (1992)
- 제르미날 (1993)
- 오! 슬프도다 (1993, Hélas pour moi)
- 샤베르 대령 (1994, Le Colonel Chabert)
- 단순한 형식 (1994)
- 엘리사 (1995, Élisa)
- 르 가르슈 (1995)
- 수호천사 (1995, Les Anges gardiens)
- 지붕 위의 기병 (1995)
- 시몽 시네마의 101의 밤 (1995)
- 보거스 (1996)
- 햄릿 (1996)
- 비밀요원 (1996)
- 스타를 벗겨라 (1996)
- 아이언 마스크 (1998)
- 아스테릭스 (1999)
  - 아스테릭스 2: 미션 클레오파트라 (2002)
  - 아스테릭스: 미션 올림픽 게임 (2008)
  - 아스테릭스와 오벨릭스: 여왕폐하를 위하여 (2012)
- 바텔 (2000)
- 배우들 (2000, Les Acteurs)
- 102 달마시안 (2000)
- 치킨 런 (2000) - 프랑스어 더빙
- 비독 (2001)
- 플래카드 (2001)
- 디나 (2002, Jeg er Dina)
- 시티 오브 고스트 (2002, City of Ghosts)
- 나탈리 (2003)
- 즐거운 여행 (2003)
- 셧 업 (2003)
- RRRrrrr!!! (2004)
- 변하는 세월 (2004, Les Temps qui changent)
- 오르페브르 36번가 (2004)
- La Femme mousquetaire (2004)
- 사랑도 흥정이 되나요? (2005)
- 라스트 홀리데이 (2006)
- 사랑해, 파리 (2006)
- 내가 가수였을때 (2006, Quand j'étais chanteur)
- 라 비 앙 로즈 (2007)
- 디스코 (2008, Disco)
- 퍼블릭 에너미 넘버원 (2008)
- 바빌론 A.D. (2007)
- 헬로, 굿바이 (2008, Hello Goodbye)
- 팀퍼틸 아이들 (2008)
- 벨라미 (2009)
- À l'origine (2009)
- 현모양처 (2010)
- 마거릿과 함께 한 오후 (2010)
- 웃는 남자 (2012)
- 렛 더 선샤인 인 - 데니스 역
- 맘모스 (2010, Mammuth)
- 라스푸틴 (2011, Распутин)
- 라이프 오브 파이 (2012)
- 굿바이 이디엇 (2013)
- 유나이티드 패션즈 (2014)
- 웰컴 투 뉴욕 (2014, Welcome to New York)
- 밸리 오브 러브 (2015, Valley of Love)
- Saint Amour (2016)
- 카본 (2017, Carbone)
- 노바디스 퍼펙트! (2017, Bonne Pomme)
- 렛 더 선샤인 인 (2017)
- 욜로 유 온리 리브 원스 (2017)
- 투 디 엔즈 오브 더 월드 (2018, Les Confins du monde)
- 캡틴 스터비 (2018) - 목소리
- Amoureux de ma femme (2018)
- 파힘 (2019)
- 잃어버린 환상 (2021, Illusions perdues)
- 경감 매그레 (2022, Maigret)

### 텔레비전 드라마
- 몽테크리스토 백작 (1998)
- 레 미제라블 (2000)
- 나폴레옹 (2002) - 조제프 푸셰 역 (프랑스 2)
- 마르세유 (2016-8)

## 같이 보기
- 프랑스 영화